# Eisenbahnunfall von Sonning

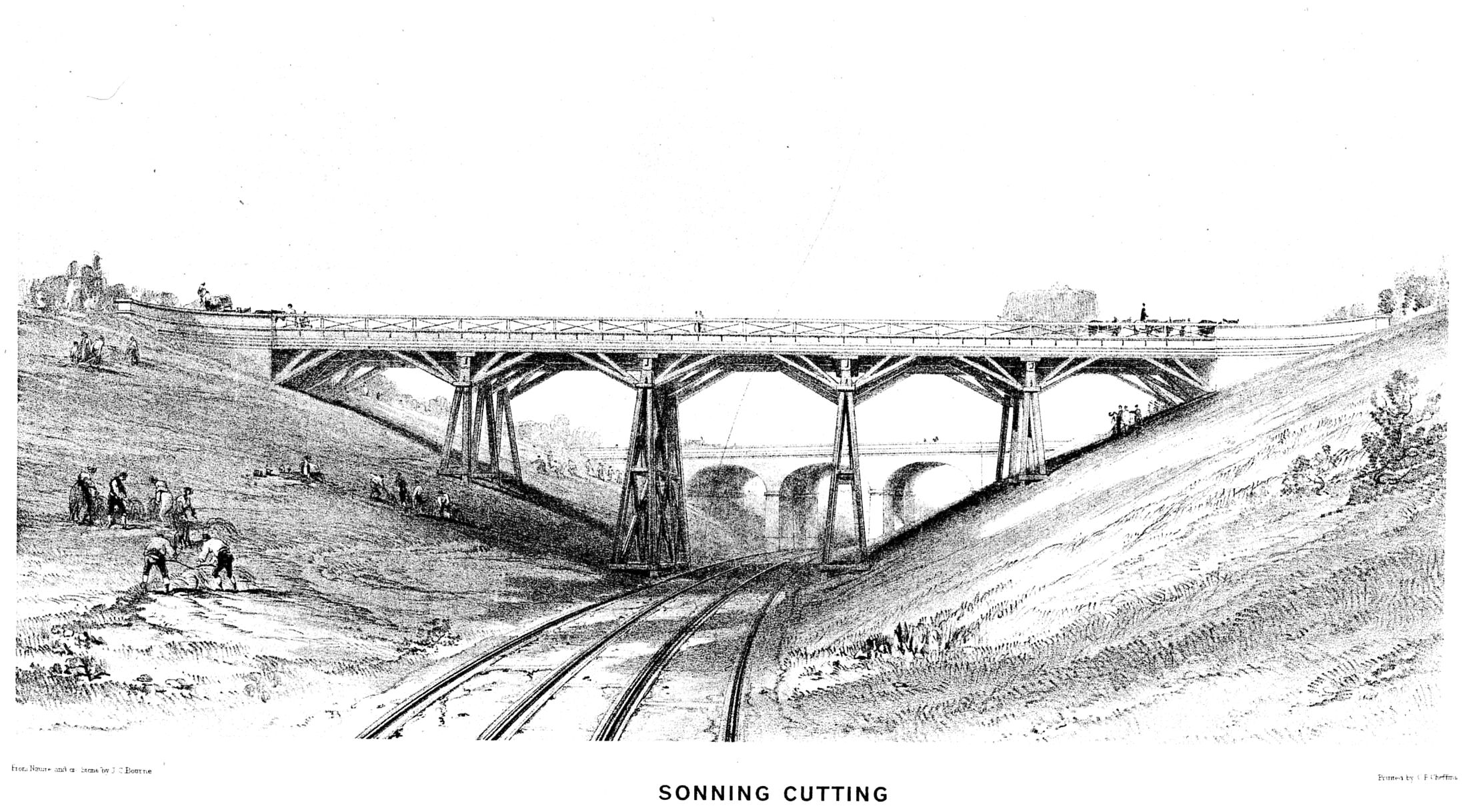
Die Unfallstelle in einer zeitgenössischen Ansicht

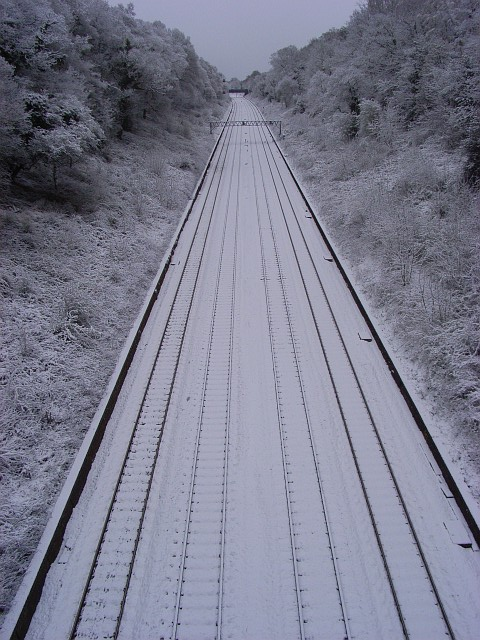
Die Unfallstelle 2008

Bei dem Eisenbahnunfall von Sonning entgleiste am Morgen des 24. Dezember 1841 ein gemischter Zug der Great Western Railway (GWR), der auf der Great Western Main Line von London-Paddington zum Bahnhof Bristol Temple Meads unterwegs war, als er in einen Erdrutsch fuhr. 9 Reisende starben.

## Gegebenheiten
Die Unfallstelle befand sich im etwa 20 Meter tiefen Geländeeinschnitt des Sonning Cutting bei Sonning in der Nähe von Reading, der im Gleisbereich etwa 13 Meter und im oberen Bereich nahezu 90 Meter breit war. In der Nacht zum 24. Dezember lösten anhaltende Regenfälle dort einen Erdrutsch der Böschung aus, der das Streckengleis Richtung Bristol bis zu einem Meter hoch verschüttete. In der Nähe hatte es schon zuvor Erdrutsche gegeben. Einer der Zeugen, der in der anschließenden Untersuchung aussagte, gab an, 14 Tage zuvor an dieser Stelle bereits einen kleineren Erdrutsch beobachtet zu haben. Der betreffende Abschnitt war zuletzt am Tag zuvor gegen 17 Uhr kontrolliert worden und das Personal eines Zuges in der Gegenrichtung, der die Stelle um 4 Uhr 30 passiert hatte, hatte nichts bemerkt, so dass der Erdrutsch später abgegangen sein muss.
Der Zug bestand aus einer Lokomotive mit Schlepptender, anschließend zwei offenen Reisezugwagen dritter Klasse, einem Gepäckwagen und folgend einer Reihe von 16 schwer beladenen Güterwagen. Diese Anordnung der Wagen galt als die sicherste für Reisende, da in erster Linie Auffahrunfälle vorkamen.

## Hergang
Der Zug hatte den Bahnhof Paddington um 4 Uhr 30 mit 38 Fahrgästen verlassen und näherte sich der Gefahrenstelle gegen 7 Uhr 30. Dort fuhr er noch bei Dunkelheit in das Hindernis. Die Lokomotive entgleiste und kam zum Stillstand. Durch die Masseträgheit der Güterwagen schoben diese sich in die Personenwagen und zerquetschten sie zwischen der eigenen Masse und der Lokomotive.

## Folgen

### Unmittelbare Folgen
9 Reisende starben, 16 weitere wurden schwer verletzt. Die Mehrzahl der Unfallopfer waren Steinmetze, die unter anderem am Bau des Parlamentsgebäudes in London mitgearbeitet hatten, und sich auf dem Weg nach Hause in den Weihnachtsurlaub befanden. Die Verletzten wurden in das Krankenhaus von Reading gebracht, wo einer von ihnen einige Tage später starb.
Nachdem die Nachricht von dem Unfall in London angekommen war, fuhr Isambard Kingdom Brunel, Chefingenieur der GWR, in einem Sonderzug mit 100 Arbeitern zur Unfallstelle, um sie zu räumen.

### Rechtliche Konsequenzen
Das offizielle Untersuchungsverfahren wurde durch eine Jury unter einem Coroner noch am Unfalltag gegen 15 Uhr in der Gaststätte Shepherd's House Inn, die in der Nähe lag, eröffnet. Sie kam zu dem Ergebnis, dass ein individuelles Verschulden an dem Tod der Opfer nicht nachzuweisen war. Kritik wurde jedoch in zwei Punkten geübt: Zum einen daran, dass die Reisezugwagen zwischen Lokomotive und Güterwagen eingestellt waren. Wo die sicherste Position für Reisezugwagen in einem gemischten Zug war, war aber unter Fachleuten umstritten. Ein Jahr zuvor war bei dem Eisenbahnunfall von Howden der Güterwagen vor den Reisezugwagen gelaufen, was den Unfall überhaupt erst verursachte. Der zweite Kritikpunkt war, dass die Überwachung der Gefahrenstelle unzureichend gewesen sei. Die Jury wandte das Recht des Deodand an und bestimmte den Wert des Zuges, der in den Unfall verwickelt war, mit 1.000 Pfund Sterling, die an die Unfallopfer hätten ausgezahlt werden können. Letztendlich musste die Great Western Railway diesen Deodand aber nicht bezahlen, da die Berufungsinstanz zu dem Schluss kam, dass die abgerutschte Böschung nach den Regeln der Technik errichtet worden war, der Erdrutsch höhere Gewalt gewesen sei und die Eisenbahngesellschaft keine Schuld träfe. Dass der Deodand so zu einem negativen wirtschaftlichen Faktor für die Eisenbahngesellschaften werden konnte, wollten diese nicht hinnehmen und übten entsprechenden Einfluss auf das Parlament aus. Dieses sah aber auch die Notwendigkeit, Opfer von Eisenbahnunfällen angemessen zu entschädigen. Letztlich führte das zu einem Kompromiss, bei dem 1846 sowohl ein Gesetz zur Entschädigung bei Eisenbahnunfällen (Fatal Accidents Act 1846) erlassen als auch das Rechtsinstrument des Deodand abgeschafft wurde (Deodands Act 1846).

### Betriebliche Konsequenzen
Infolge der Kritik in Folge der Untersuchung des Unfalls wurde die Zugbildung geändert und auch in der dritten Wagenklasse setzten sich geschlossene, stabilere Fahrzeuge durch. Der Railway Regulation Act 1844 schrieb dann geschlossene Fahrzeuge auch für die dritte Klasse vor.